# Ausbildungsentschädigung
Als Ausbildungsentschädigung (englisch compensation fee) bezeichnet man im Fußball eine festgeschriebene Ablösesumme für einen Spieler unter 23 Jahren, der seinen ersten Profivertrag nicht in dem Verein unterzeichnet, der ihn ausgebildet hat.

## Allgemeines
Das aktuelle FIFA-Reglement bezüglich Status und Transfer von Spielern (in Kraft seit 1. Mai 2005) definiert in Artikel 20 die Ausbildungsentschädigung und in Artikel 21 den sogenannten Solidaritätsmechanismus unter Vereinen. Demnach wird eine Ausbildungsentschädigung fällig, wenn ein Verein einen Amateurspieler oder einen Profispieler, der zuvor ohne Lizenz war, unter Vertrag nimmt und ihn daraufhin als Lizenzspieler einsetzt. Beginnt ein Spieler seine Profikarriere also nicht in dem Verein, von dem er ausgebildet wurde, sondern entscheidet sich für einen Wechsel, wird die Entschädigungszahlung als Mindestsumme fällig. Alternativ kann ein Transfer vorgenommen werden, bei dem sich beide Vereine auf eine Summe für den wechselwilligen Spieler einigen. Die Höhe der Zahlung ist im Falle einer Ausbildungsentschädigung hingegen festgelegt und orientiert sich an einer von der FIFA jährlich herausgegebenen Kategorisierungsliste, nach welcher die Mitgliedsverbände ihre Vereine bei der FIFA registrieren müssen. Der Solidaritätsmechanismus legt fest, dass alle Vereine, die an der Ausbildung mitgewirkt haben, mit insgesamt 5 % an jeder Transfersumme beteiligt werden, die bei eventuellen Weiterverkäufen eines Spielers im Verlauf seiner Karriere erzielt werden (zwischen 0,25 % (12. – 15. Lebensjahr) bzw. 0,5 % (16. – 23. Lebensjahr) pro im Verein verbrachte Saison).

## Rechtliche Lage
Rechtlich ist die Ausbildungsentschädigung umstritten. Nach einem Urteil des Landgerichts Oldenburg vom 10. Mai 2005 verstößt sie gegen die Berufsfreiheit, die mit Artikel 12 des Grundgesetzes gewährleistet wird. Diese sei durch die Regelung „unzulässig eingeschränkt“, da die Ausbildungsentschädigung potenzielle Arbeitgeber eines Fußballers abschrecken könne.
Der Europäische Gerichtshof erklärte sie dagegen in einer Entscheidung von 2010 für rechtens, da „ausbildende Vereine davon abgehalten werden (könnten), in die Ausbildung junger Spieler zu investieren, wenn sie keinen Ersatz der dafür aufgewendeten Beträge erhalten könnten, falls ein Spieler nach Abschluss seiner Ausbildung einen Vertrag als Berufsspieler mit einem anderen Verein abschließt“. Insbesondere gelte dies für kleinere Vereine, deren diesbezügliche Investitionen „von erheblicher Bedeutung für die Erfüllung der sozialen und erzieherischen Funktion des Sports sind“. Die Einschränkung der freien Arbeitsplatzwahl durch fällige Abgaben seitens des neuen Arbeitgebers sei daher verhältnismäßig. Das Gericht stellte jedoch ebenso fest, dass sich die Entschädigung an der Höhe der tatsächlichen Ausbildungskosten der Vereine orientieren muss und nicht über das hinausgehen soll, was zur „Förderung der Anwerbung und Ausbildung von Nachwuchsspielern und zur Finanzierung dieser Tätigkeiten erforderlich“ ist.
Nach einer Entscheidung des Obersten Gerichtshofes in Österreich ist eine zwischen Fußballvereinen zu leistende Ausbildungsentschädigung, wie etwa im ÖFB-Regulativ normiert, nicht grundsätzlich sittenwidrig, weil die Aussicht auf die Erlangung einer solchen geeignet ist, Fußballvereine zu ermutigen, nach Talenten zu suchen und für die Ausbildung junger Spieler zu sorgen. Voraussetzung ist, dass der abgebende Verein tatsächlich Ausbildungsleistungen von erheblicher Relevanz erbracht hat und die im Regulativ normierte oder vertraglich festgesetzte Entschädigung dazu in einem angemessenen Verhältnis steht und überdies zu keiner maßgeblichen Beschränkung der Rechte des Spielers führt.